# Campaea excisaria
Campaea excisaria là một loài bướm đêm trong họ Geometridae.